# ナリヤラン

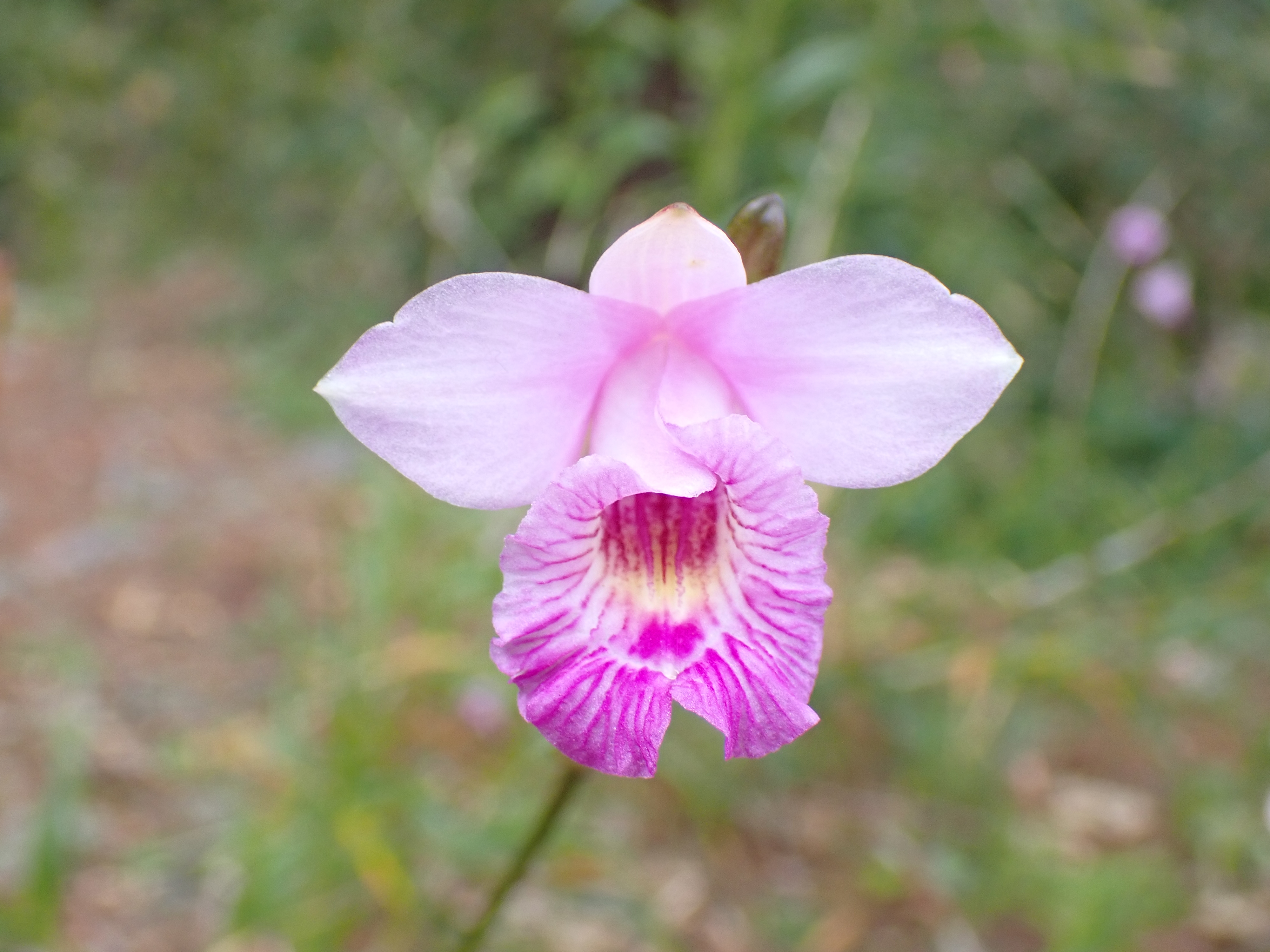
花（2025年1月 沖縄県名護市）

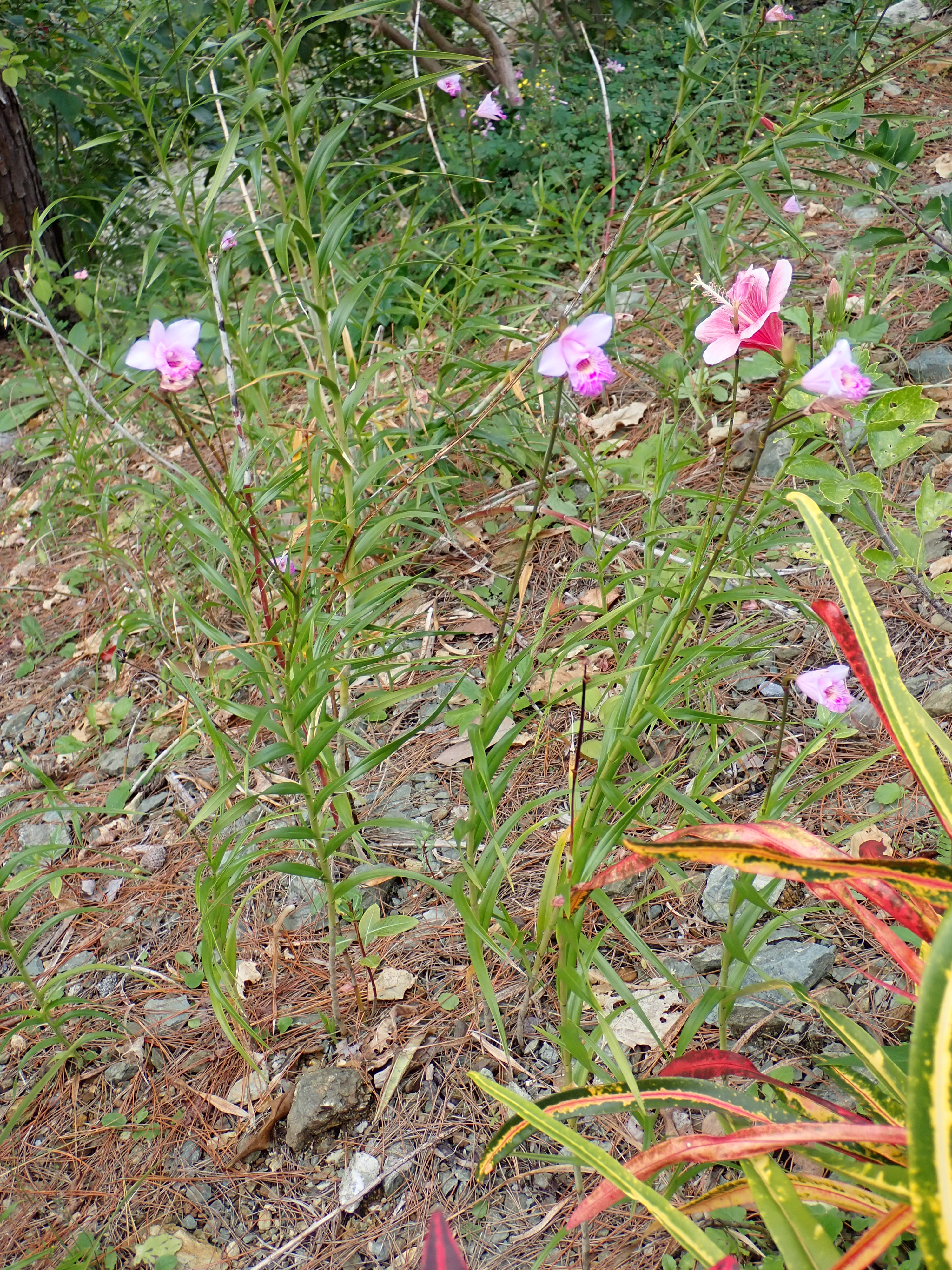
植栽（2025年1月 沖縄県名護市）

ナリヤラン（成屋蘭、学名：Arundina graminifolia）は、常緑性の地生ランのひとつ。
熱帯アジアに広く分布し、日本では八重山諸島(石垣島及び西表島)に自生する。沖縄島中部でも見つかるが、栽培逸出の個体である。和名のナリヤラン（成屋蘭）の「成屋」は、西表島の内湾にある小島、内離島にあった成屋集落（現在は廃村）に由来すると言われる。

## 特徴
新旧の複数の茎がまとまって生える。葉は長さ10-20cmで、線状披針形、2列に互生して上に伸びあがり、遠目で見た草姿はイネ科のアシに似ている。茎の基部には偽球茎をつけ、ひも状の根が多数ある。八重山諸島では草丈50cm前後で止まる場合が多いが、熱帯域の大型系統では1mから2m以上に達することもある。
花茎は茎の先端からさらに上に伸び、総状花序に複数の花をつける。花径は4cm前後。花色は通常は淡紅紫色、唇弁の先端はそれよりも色濃く、鮮やかな紅紫色で中央に黄色の斑紋がある。花だけ見ると洋ランのカトレアによく似ている。ただし花はカトレアのように長持ちはせず、一つの花は数日以内でしぼむ。花期は特に決まっておらず、一定の大きさに育つと花をつける。熱帯域では一年を通じて開花する。
植物体や花の大きさ、色などは原産国によって変異があり、それらを同種とするか別種とするかで混乱がある。学名も多数あるが、どれが有効名でどれがシノニム（異名）か、学者によって意見が異なるようである。

## 生育環境
明るい草地に生える。道路沿いの斜面、放棄されたパイナップル畑、牧場の跡地など、人為的に作られた裸地が草地化する過程で群落を作ることもある。しかし、このような環境は不安定で、植生の遷移と共に大群落でも短い年月で消失してしまうことが多い。もともと消長が激しく、しかも目立つランであるため盗掘されやすく、野生状態では毎年同じ場所で観察できることは稀である。

## 保全状態評価
絶滅危惧IB類 (EN)（環境省レッドリスト）

## 栽培
高温下では一般植物と同様に庭土植えで問題なく生育するため、熱帯地域では庭園に植栽される。摂氏10-15度で越冬可能なので、一般の洋ランが栽培できる設備があれば、日本本土でも栽培自体はそれほど困難ではない。
ただし、冬期に生長が止まる温度環境では生育が遅れ、年に1回程度しか開花しない場合が多い。しかも花の寿命が短いため、同じ手間で1ヶ月観賞できる洋ランが多種あることを考慮すると、温帯域以北での園芸対象としては、きわめて効率が悪い。
大型で栽培場所をとる植物でもあるため、日本本土で本種を栽培しているのは原種蘭のコレクターなど、ごく一部の愛好家に限られる。そのため無菌播種などによる人工増殖の容易な種類であるが、苗の営利的生産はほとんどされていない。

## 園芸種
園芸選別個体として白花がある。
近年、草丈30cm前後から開花する（栄養状態にもよるが）小型系統が散発的に日本国内に導入されている。これは基本種と花の色調なども異なり、別種だとも言われているが、「ナリヤラン」として基本種と区別されずに流通している場合が多い。開花していない状態では育ちが悪い基本種にしか見えないので、専門業者の間でも存在はあまり認知されていないようである。

## その他
西表島産は3倍体で、柱頭に花粉がつくと、それが刺激となって受精なしに種子が単為発生する。花粉親がどのような品種であっても、実生は基本的には種子親と同一の遺伝子構成になる。そのため、種子親として交配育種に使うことは不可能である。
他産地の系統についても、同様に単為発生している可能性がある。

## 一覧
| - Arundina affinis - Arundina bambusifolia - Arundina cantleyi - Arundina celebica - Arundina chinensis - Arundina densa - Arundina gracilis - Arundina graminifolia - Arundina kanehirae - Arundina longilabris - Arundina maculata - Arundina meyenii | - Arundina minor - Arundina parviflora - Arundina pentandra - Arundina philippi - Arundina pulchella - Arundina pulchra - Arundina revoluta - Arundina sanderiana - Arundina speciosa - Arundina stenopetala - Arundina subsessilis - Arundina tahitensis - Arundina wallichii |